# Комедийная хоромина
Комедийная хоромина — первое театральное здание в России, построенное в 1672 году по указу царя Алексея Михайловича в селе Преображенском под Москвой. Оно было предназначено для спектаклей первого русского придворного театра. 
Комедийная хоромина представляла собой просторную палату, стены которой были обиты красным, а пол — зелёным сукном. Сама сцена была частью палаты, отгороженной «завесой». В противоположной стороне, у дальней стены было устроено специальное помещение («клеть»), откуда «сквозь решётку» смотрели комедию царица и царевны. Первый спектакль в Комедийной хоромине был проведен 17 (27) октября 1672 года. Им стало «Артаксерксово действо» (инсценировка библейской легенды). Спектакль было поручено представить пастору московской лютеранской церкви магистру Иоганну Готфриду Грегори. Он собрал и обучил для этого около 60 молодых людей, бывших в основном «московскими природными иноземцами», которые родились и выросли в Москве. В спектакле только несколько главных ролей исполняли приглашённые иностранные профессиональные актёры. Женские роли также исполнялись мужчинами. Он был проведён на немецком языке, диалоги актёров переводил толмач.
В июне 1673 года в театральную школу при Комедийной хоромине были набраны русские актёры из молодых подьячих и других служащих, всего около 70 человек. С их помощью Грегори подготовил «Олофернову комедию», или «Иудифь». Позднее Комедийная хоромина демонстрировала спектакли «О Товии», «О Егории Храбром», «Темир-Аксаково действо», «Малая прохладная комедия об Иосифе», «Жалобная комедия об Адаме и Еве», «О Давиде и Голиафе», «О Бахусе и Венусе». После смерти Грегори в 1675 году театральное дело продолжали его помощники Ю. Гивнер и С. Чижинский. Летом того же года к «Комедийной хоромине» пристроили «горницу трёх сажен», а к ней ещё такие же «сени». За театр отвечал боярин Артамон Матвеев. В 1676 году, после смерти Алексея Михайловича, спектакли прекратились, труппа была распущена. В 1707—1711 годах в Преображенском устраивала спектакли царевна Наталья Алексеевна, младшая сестра Петра I.